# Nemotelus wilfordhansoni
Nemotelus wilfordhansoni är en tvåvingeart som först beskrevs av Norman E. Woodley 2001.  Nemotelus wilfordhansoni ingår i släktet Nemotelus och familjen vapenflugor. Inga underarter finns listade i Catalogue of Life.